# 芒特弗农 (阿拉巴马州)
芒特弗农（英文：Mount Vernon），是美国阿拉巴马州下属的一座城市。面积约为5.22平方英里（约合13.52平方公里）。根据2010年美国人口普查，该市有人口1,574人，人口密度为301.53/平方英里（约合116.42/平方公里）。